# Yei
Yei est une ville du Soudan du Sud, dans l'État d'Équatoria-Central, située à une trentaine de kilomètres de la frontière avec la République démocratique du Congo et une cinquantaine de kilomètres de celle avec l'Ouganda.

## Histoire
La ville est proche des frontières de la République démocratique du Congo et l'Ouganda, les deux pays sont situés à 170 kilomètres de la commune.